# Reynaldo Carballo
Reynaldo Alcides Carballo Carballo (Chapeltique, San Miguel, 9 de mayo de 1952) es un empresario y político salvadoreño. Desde 1975 ha fundado variedad de emprendimientos, entre los que destaca el Instituto Técnico EXSAL. En 2018 fue reconocido por la revista Forbes como uno de los empresarios más prominentes de América Latina.
Vinculado con el Partido Demócrata Cristiano, ha sido elegido Diputado de la Asamblea Legislativa de El Salvador por el Departamento de San Miguel en tres periodos consecutivos, y actualmente se desempeña como Secretario General del partido.

## Biografía

### Inicios y formación académica
Carballo nació en la localidad de Chapeltique, departamento de San Miguel, el 9 de mayo de 1952. Tras finalizar su bachillerato en el Instituto Técnico Ricaldone, cursó una licenciatura en Ingeniería Eléctrica en la Atlantic International University. Luego de ocupar algunos cargos en compañías como Suwis y Siemens, en 1975 fundó el taller electromecánico industrial Exsal, su primera empresa.

### Carrera empresarial
En 1979 constituyó la fábrica de alimentos concentrados ACOCENTRO y dos años después el Instituto Técnico de Exalumnos Salesianos ITEXSAL, el cual inició con cerca de cien alumnos en especialidades de electrónica y electricidad.Actualmente, ITEXSAL imparte quince carreras técnicas y cuenta con aproximadamente dos mil alumnos.
En 1984 estableció la Industria y Servicio Familia Carballo SA de CV (FACAR), especializada en la comercialización de motores, transformadores eléctricos y generadores. En la década de 1990 emprendió otras dos nuevas iniciativas: la empresa Inversiones y Desarrollo Reynaldo Alcides Carballo (INDERAC), especializada en bienes y raíces, y el Centro Escolar Católico EXSAL, un proyecto sin ánimo de lucro dirigido a la infancia desfavorecida.
Iniciando la década de 2000, Carballo fundó la compañía agroindustrial ecológica Maderas y Muebles de Exportación, enfocada en la producción de árboles maderables con plantación renovable. En 2013 y 2016 estableció los programas de Bachillerato y Escuela Superior Técnica Bilingüe en Mantenimiento de Aeronaves y en Carreras del Mar, respectivamente.

### Carrera política y actualidad
Vinculado con el Partido Demócrata Cristiano (PDC), en 2018 fue elegido Diputado de la Asamblea Legislativa de El Salvador por el Departamento de San Miguel. En los comicios, celebrados el 4 de marzo de 2018, obtuvo 25 573 votos. Luego de las elecciones internas del partido, en octubre de 2021 fue elegido Secretario General del PDC. Ese mismo año fue elegido nuevamente como diputado por San Miguel, obteniendo 28 528 marcas, y aseguró que seguiría apoyando las iniciativas del presidente de la nación Nayib Bukele. En noviembre de 2022, la revista Gato encerrado publicó que el patrimonio líquido de Carballo asciende a más de tres millones de dólares.
En las elecciones legislativas y municipales de El Salvador de 2024, Carballo nuevamente se convirtió en el único diputado del PDC por San Miguel, con más de 46 000 marcas recibidas.